# Confinement quantique
Le confinement quantique est un état de la matière observable si le diamètre d'un matériau a la même valeur que la longueur d'onde de Broglie de la fonction d'onde électronique .
L'observation du confinement quantique résulte du fait que les propriétés électroniques et optiques des matériaux diffèrent lorsque les dimensions des matériaux sont réduites par rapport à celles des mêmes matériaux en vrac.
Une particule se comporte comme si elle était libre lorsque la dimension de confinement est grande comparée à la longueur d'onde de la particule. Dans cet état, la bande interdite reste à son énergie d'origine en raison d'un état d'énergie continu. Cependant, si la dimension de confinement diminue et atteint une certaine limite, généralement à l'échelle nanométrique, le spectre d'énergie devient discret et, la bande interdite devient dépendante de la taille. Cela se traduit finalement par un changement de blues dans l'émission de la lumière à mesure que la taille des particules diminue.
L’effet décrit le phénomène résultant du compactage d’électrons et de trous d’électrons dans une dimension qui se rapproche d’une mesure quantique critique, appelée rayon de l’exhibition de Bohr. Dans les applications actuelles, un point quantique tel qu'une petite sphère se limite à trois dimensions, un fil quantique se limite à deux dimensions et un puits quantique se limite à une seule dimension, appelées respectivement puits de potentiel zéro, un et deux dimensions qui se réfèrent au nombre de dimensions dans lesquelles une particule confinée peut agir en tant que support libre.

## Applications industrielles
Le confinement quantique a des applications en biotechnologie et dans l'industrie des cellules photovoltaïques.

## Confinement quantique dans les semi-conducteurs
Dans un cristallite semi-conducteur de taille inférieure à deux fois la taille du rayon de Bohr de son exciton, les excitons sont pincés, ce qui conduit au confinement quantique. Les niveaux d'énergie peuvent ensuite être prédits à l'aide de la particule dans un modèle de boîte dans lequel les énergies d'états dépendent de la longueur de la boîte. En comparant la taille des points quantiques au rayon de Bohr des fonctions d'onde d'électrons et de trous, il est possible de définir trois régimes. Un « régime de confinement fort » est défini comme le rayon des points quantiques étant plus petit que le rayon des électrons et du trou de Bohr, un « confinement faible » est donné lorsque le point quantique est plus grand que les deux. Pour les semi-conducteurs dans lesquels les rayons d'électrons et de trous sont nettement différents, il existe un « régime de confinement intermédiaire », dans lequel le rayon du point quantique est supérieur au rayon de Bohr d'un porteur de charge (généralement le trou), mais pas de l'autre porteur de charge.